# Епархия Эстансии
Епархия Эстансии (лат. Dioecesis Stantiana) — епархия Римско-Католической церкви с центром в городе Эстансия, Бразилия. Епархия Эстансии входит в митрополию Аракажу. Кафедральным собором епархии Эстансии является церковь Пресвятой Девы Марии Гваделупской.

## История
30 апреля 1960 года Римский папа Иоанн XXIII издал буллу «Ecclesiarum omnium», которой учредил епархию Эстансии, выделив её из архиепархии Аракажу. В этот же день епархия Эстансии вступила в митрополию Аракажу.

## Ординарии епархии
- епископ José Bezerra Coutinho (28.01.1961 — 1.06.1985)
- епископ Hildebrando Mendes Costa (25.03.1986 — 30.04.2003)
- епископ Marco Eugênio Galrão Leite de Almeida (30.04.2003 — 25.09.2013), назначен вспомогательным епископом Сан-Салвадора-да-Баия
  - Sede Vacante

## Источник
- Annuario Pontificio, Libreria Editrice Vaticana, Città del Vaticano, 2003, ISBN 88-209-7422-3